# Natalia Czerwonka
Natalia Barbara Czerwonka (Lubin, 20 ottobre 1988) è una pattinatrice di velocità su ghiaccio polacca, vincitrice della medaglia d'argento nell'inseguimento a squadre alle Olimpiadi di Soči 2014.

## Palmarès

### Olimpiadi
- 1 medaglia:
  - 1 argento (inseguimento a squadre a Soči 2014).

### Mondiali distanza singola
- 3 medaglie:
  - 1 argento (inseguimento a squadre a Soči 2013);
  - 2 bronzi (inseguimento a squadre a Heerenveen 2012; sprint a squadre a Salt Lake City 2020).

### Europei
- 1 medaglia:
  - 1 bronzo (sprint a squadre a Heerenven 2020).

### Universiadi
- 2 medaglie:
  - 1 argento (1500 m a Trentino 2013);
  - 1 bronzo (inseguimento a squadre a Harbin 2009).

### Coppa del Mondo
- 8 podi (tutti nell'inseguimento a squadre):
  - 3 secondi posti;
  - 5 terzi posti.